# Urban Tree Music & Media
Urban Tree Music ist ein von Jens P. Neumann und David Buchholz in Berlin gegründetes und beheimatetes Independent-Label. David Buchholz war unter dem Namen „Ephraim Juda“ auch selbst als Künstler auf dem Label aktiv.
Gegründet wurde es Anfang 2010, mit der Absicht urbaner und subkultureller Musik eine Plattform zu bieten. Unter Vertrag stehen vor allem Künstler aus den Genres Hiphop, Pop, Reggae, Dancehall, Rock, Singer, Songwriter und Elektro.
Das Label hat sich von Anfang an auf den Aufbau von Künstlern und Bands spezialisiert. Auf Urban Tree Music wird die Musik vor allem digital oder auf Vinyl veröffentlicht.

## Geschichte
Auf Raten vieler befreundeter Independent Labelbetreiber (Rootdown Records, Irievibrations Records etc.) und mit der Unterstützung von Label A&Rs von Major Labels wie Sony Music wurde Urban Tree Music im Februar 2010 gegründet.
Der Aufbau von jungen Künstlern und Bands waren der Anstoß zur Gründung des Labels.
Die erste Veröffentlichung erfolgte am 25. Juni 2010 mit dem Debütalbum „Coming Home“ des Reggae-Künstlers Ephraim Juda.
Mittlerweile stehen unterschiedlichste Künstler, Produzenten und Bands bei Urban Tree Music unter Vertrag.
Neben der Arbeit als klassisches Independent-Label ist Labelgründer Jens P. Neumann auch als Manager für einige der Acts auf dem Label aktiv.
Durch die Vergangenheit und Verwurzelung in der Hiphop und der Reggae und Dancehall Szene wurde von Anfang an auch mit internationalen Künstlern und Produzenten aus Jamaika (Kabaka Pyramid etc.) und Amerika zusammengearbeitet.
2011 wurde das Label um die Medienproduktionsfirma Urban Tree Media erweitert. In den ersten Jahren machte sich Urban Tree Music unter anderem einen Namen, als es ein inszeniertes illegales Download Release der von Tim Foresta produzierten „Youth Riddim“ Selection in der illegalen Download Szene auf der bekannten Plattform Gulli veröffentlicht.
Durch die gemeinsame Arbeit a der Veröffentlichung des Youth Riddim ist Foresta auch neben seiner Arbeit als Produzent fester Bestandteil des Labelteams geworden. Auch nach dieser Veröffentlichung stellte das Label viele seiner Veröffentlichung parallel zur kommerziellen Veröffentlichung auch als kostenlosen Download zur Verfügung. Kurzzeitig gab es auf dem Label auch Sublabels wie Yeeruh Records (Symbiz) und Krumme Scheiben (Joh Weisgerber von The Ruffcats).
Im Jahr 2015 ist Tim Foresta aus dem ausgestiegen, hat sein eigenes Label „Foresta Music“ gegründet und konzentriert sich seitdem auf die Produktion mit jamaikanischen Künstlern.
Im Jahr 2020 ist Mitgründer David Buchholz aus dem Label Urban Tree Music ausgestiegen.

## Urban Tree Media
Urban Tree Media wurde von Jens P. Neumann und Tim Foresta gegründet. Foresta war hier vor allem als DoP und Cutter aktiv.
Seit 2011 ist Urban Tree Media als Videoproduktionsagentur aktiv. Neben zahlreichen Produktionen für die Künstlern und Bands des Labels hat sich Urban Tree Media auch mit großen externen Produktionen einen Namen gemacht.
Als Videoproduktionsagentur hat Urban Tree Media für Künstler und Bands wie Samy Deluxe, Afrob, Grossstadtgeflüster, Megaloh, Mono & Nikitaman, Mine, Jennifer Rostock, Mousse T, Denyo und viele mehr Musikvideos produziert.
Im kommerziellen Bereich arbeitete Urban Tree Media mit Firmen wie Canada Goose, Neumann, Genelec, Red Bull, Spotify, Diplomatico und vielen weiteren zusammen.
Die Videoproduktionsagentur wird weiterhin von David Buchholz und Jens P. Neumann geleitet.

## Künstler
- 2ersitz
- BIFF
- Der Plot
- Loop
- NA2PY
- Nico Gomez
- ok.wedding
- Peso
- Pho Queue
- Republic of Bounce
- Sinan49
- Spielman In Bad Company (SIBC, Band von Ron Spielman)
- Starshoota
- The Ruffcats
- UWE
- YAEL

## Ehemalige Künstler
- Benjie
- DJ Densen
- Ephraim Juda
- Foresta
- Fifty Fifty
- Musa
- Shogoon
- Simon Grohé
- Singin Gold
- Slona
- Stunnah
- Symbiz

## Diskografie / Veröffentlichungen

### 2010
- 04. Juni – Ephraim Juda – „Coming Home“ Single
- 25. Juni – Ephraim Juda – „Coming Home“ Album[4]

### 2011
- 14. Januar – Ephraim Juda feat. Ganjaman – „Help Jamaica“ Single (Charity Single für Help Jamaica)
- 18. Februar – Foresta, Ganjaman & Silentone – „Youth Riddim“ Selection (unter anderem mit Ganjaman, Benjie, Uwe Banton und vielen mehr)
- 18. März – Singin Gold – „Marchin On“ EP (produziert von Symbiz)
- 29. Juli – Ephraim Juda feat. Rojah Phad Full – „Reflection“ Single
- 29. Oktober – Singin Gold – „Marchin On“ Remix EP
- 25. November – Benjie – „Gelobtes Land“ Album[5]

### 2012
- 15. März – „Art 4 Real meets Urban Tree Music“ Sampler
- 30. März – Simon Grohé – „Rot“ EP
- 14. April – Singin Gold – „Warriors“ Single
- 27. April – Stunnah – „Seasons“ EP
- 12. Oktober – Ephraim Juda[6] – „In A Second“ EP (Free Download)

### 2013
- 6. September – Benjie – „Sommerzeit Remake“ EP

### 2014
- 17. Januar – Simon Grohé – „Mamaoerf“ EP
- 28. Februar – Foresta[7] „Foresta“ EP (unter anderem mit Benjie, Kabaka Pyramid, Protoje)
- 23. Mai – Simon Grohé – „Mamaoerf“ Album

### 2015
- 18. Dezember – Simon Grohé & Ghanaian Stallion – „Alle Knarren“ EP

### 2016
- 6. Januar – Simon Grohé & DJ Densen – „Mein Name“ Remix (nur Free Download)
- 17. Mai – Simon Grohé & Heads2 – „Guerilla Planting“ Remix (nur Free Download)
- 7. Juni – RC & DJ Densen – „One Way Journey“ Single
- 26. Juni – Slona – „Stimmt So“ Single[8][9]
- 31. Juli – Simon Grohé – „Rot Rewind“ EP (Remix EP in Zusammenarbeit mit Rap.de mit u. a. Ghanaian Stallion, Dead Rabbit)

### 2017
- 17. Januar – The Ruffcats feat. Rapturous – „Shifting Sands“ Single
- 05. Mai – Spielman In Bad Company – „Sweet Songs For The Dying“ Album[10]
- 31. Mai – Symbiz – „Broken Chinese 1“ EP (auf Sublabel Yeeruh Records)
- 13. Oktober – Spielman In Bad Company – „Hammelburg Sessions“ (Live 2017) Album

### 2018
- 25. Januar – Symbiz – „Broken Chinese 2“ EP (auf Sublabel Yeeruh Records)
- 02. März – Simon Grohé – „Alles“ EP
- 13. April – 2ersitz – „Kein Geld aber Liebe“ EP
- 25. Mai – YAEL – „Real_Fantasy“ EP (auf Sublabel Yeeruh Records)
- 15. Juni – 2ersitz – „Applaus“ Remix EP
- 07. September – ok.wedding – „Vor die Hund“ EP
- 26. Oktober – Simon Grohé – „Fenster“ Remix Single
- 16. November – Spielman In Bad Company – „Money To Be Made“ Remix EP

### 2019
- 01. Februar – Fifty Fifty – „Demo 1“ EP
- 08. Februar – 2ersitz – „Bei aller Liebe“ EP
- 15. Februar – YAEL – „L.U.V.“ EP
- 15. März – Musa – „Berliner Negritude“ Album
- 12. April – Fifty Fifty – „Demo 2“ EP
- 10. Mai – Shogoon – „Cremeweiß“ Single
- 07. Juni – Loop – „blu“ EP
- 14. Juni – Shogoon – „6 km/h“ Single
- 14. Juni – ok.wedding – „Anti“ Single
- 12. Juli – Nico Gomez – „Hier raus“ Single
- 02. August – Shogoon – „Akt 1: 32425“ EP
- 30. August – Nico Gomez – „Nur ein Wunsch“ Single
- 15. Oktober – Peso – „Nikotin & Fam“ EP
- 13. September – ok.wedding – „Sayonara“ EP
- 18. Oktober – Shogoon – „Alte Cartoons“ Single
- 25. Oktober – Nico Gomez – „Kleiner dicker Junge“ Single
- 25. Oktober – Loop – „Toxic“ Single
- 01. November – 2eritz – „Lorelei“ Single
- 29. November – YAEL – „Story Of A Stranger“ Album[11]

### 2020
- 28. Februar – Nico Gomez – „Ich lass dich gehen“ Single
- 28. Februar – Loop – „Millenium“ Single
- 20. März – „Urban Tree Sampler Vol. 1“
- 17. April – Bongbong e. V. – „Quarantäne, ich häng“ Single
- 24. April – Loop & Peso – „Broadway“ Single
- 22. Mai – Shogoon & Pimf – „Courtside“ Single
- 01. Juni – YAEL & Majan – „Daydream“ Single
- 26. Juni – Loop – „One Way“ Single
- 26. Juni – Peso – „Topboy“ Single
- 26. Juni – Nico Gomez – „Akustik Live Jam“ EP
- 24. Juli – Biff – „Monarch 2.0“ EP
- 24. Juli – ok.wedding – „Gold und Rubin“ Single
- 07. August – Nico Gomez – „Könige“ Single
- 14. August – ok.wedding – „Pass auf“ Single
- 21. August – Der Plot – „Biedermann & Brandstifter“ Album
- 21. August – 2ersitz – „Alles wird anders“ Single
- 28. August – YAEL & Loop – „Up & Out“ Album
- 11. September – ok.wedding – „Giganten“ Single
- 18. September – YAEL – „Neu geboren“ Single
- 18. September – Biff – „Sie weint Crémant“ Single
- 25. September – Mister Me – „Neubeginn“ Single
- 02. Oktober – Na2py & YAEL – „Gedanken“ Single
- 16. Oktober – UWE – „Café Togo“ EP
- 16. Oktober – ok.wedding – „Neo“ Single
- 23. Oktober – 2ersitz – „Monopoly“ Single
- 30. Oktober – Biff & Litti – „Kleines Bisschen“ Single
- 20. November – Republic Of Bounce – „Hill Vibes Vol. 1“ EP
- 27. November – ok.wedding & Buddysym – „Pancake“ Single
- 27. November – starshoota – „Fck 12“ Single
- 27. November – NA2PY – „Neben mir“ Single
- 04. Dezember – Loop – „Takeoff“ Single
- 11. Dezember – Republic Of Bounce – „Hill Vibes Vol. 1 Instrumentals“ EP
- 11. Dezember – Subbotnik & Loop – „OD“ Single
- 18. Dezember – YAEL & NA2PY – „2 Herz“ Single
- 18. Dezember – Spielman In Bad Company – „The Deutsche Album“ Album
- 25. Dezember – starshoota – „Wieder Winter“ Single

### 2021
- 22. Januar – Pho Queue – „Africa“ Single
- 05. Februar – Pho Queue – „Trippin’“ Album
- 05. Februar – 2ersitz – „Dummy“ Single
- 05. Februar – YAEL – „Sex“ EP